# Плотинная (станция)
Плоти́нная — железнодорожная станция 5 класса Алтайского региона Западно-Сибирской железной дороги на линии	 	Осолодино - Среднесибирская. Находится в одноимённом населённом пункте в Каменском районе Алтайского края.

## География
Расстояние до узловых станций (в километрах): Осолодино (обп) — 242, Среднесибирская — 148.

## Коммерческие операции
- 3	Прием и выдача грузов повагонными и мелкими отправками, загружаемых целыми вагонами, только на подъездных путях и местах необщего пользования.
- П	Продажа билетов на все пассажирские поезда. Прием и выдача багажа.